# 威爾遜維爾 (伊利諾伊州)
威爾遜維爾（英語：Wilsonville）是位於美國伊利諾伊州馬庫平縣的一個村落。

## 地理
威爾遜維爾的座標為39°04′12″N 89°51′15″W / 39.07000°N 89.85417°W，而該地最高點為海拔高度195米（即640英尺）。

## 人口
根據2010年美國人口普查的數據，威爾遜維爾的面積為2.54平方千米，當中陸地面積為2.47平方千米，而水域面積為0.07平方千米。當地共有人口586人，而人口密度為每平方千米230人。